# Contee del Kentucky

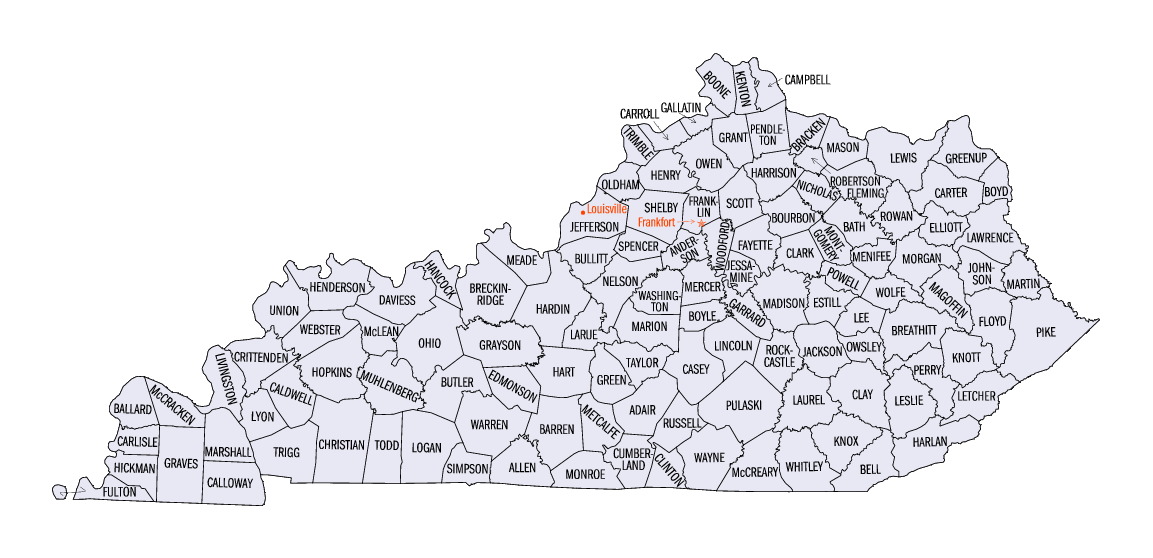
Contee del Kentucky

Lista delle 120 contee del Kentucky, negli Stati Uniti d'America:
1. Adair
2. Allen
3. Anderson
4. Ballard
5. Barren
6. Bath
7. Bell
8. Boone
9. Bourbon
10. Boyd
11. Boyle
12. Bracken
13. Breathitt
14. Breckinridge
15. Bullitt
16. Butler
17. Caldwell
18. Calloway
19. Campbell
20. Carlisle
21. Carroll
22. Carter
23. Casey
24. Christian
25. Clark
26. Clay
27. Clinton
28. Crittenden
29. Cumberland
30. Daviess
31. Edmonson
32. Elliott
33. Estill
34. Fayette
35. Fleming
36. Floyd
37. Franklin
38. Fulton
39. Gallatin
40. Garrard
41. Grant
42. Graves
43. Grayson
44. Green
45. Greenup
46. Hancock
47. Hardin
48. Harlan
49. Harrison
50. Hart
51. Henderson
52. Henry
53. Hickman
54. Hopkins
55. Jackson
56. Jefferson
57. Jessamine
58. Johnson
59. Kenton
60. Knott
61. Knox
62. LaRue
63. Laurel
64. Lawrence
65. Lee
66. Leslie
67. Letcher
68. Lewis
69. Lincoln
70. Livingston
71. Logan
72. Lyon
73. Madison
74. Magoffin
75. Marion
76. Marshall
77. Martin
78. Mason
79. McCracken
80. McCreary
81. McLean
82. Meade
83. Menifee
84. Mercer
85. Metcalfe
86. Monroe
87. Montgomery
88. Morgan
89. Muhlenberg
90. Nelson
91. Nicholas
92. Ohio
93. Oldham
94. Owen
95. Owsley
96. Pendleton
97. Perry
98. Pike
99. Powell
100. Pulaski
101. Robertson
102. Rockcastle
103. Rowan
104. Russell
105. Scott
106. Shelby
107. Simpson
108. Spencer
109. Taylor
110. Todd
111. Trigg
112. Trimble
113. Union
114. Warren
115. Washington
116. Wayne
117. Webster
118. Whitley
119. Wolfe
120. Woodford